# Marcia Freedman
Marcia Judith Freedman, (in ebraico מרשה פרידמן‎?, nata Prince (Newark, 17 maggio 1938 – Berkeley, 21 settembre 2021), è stata una politica e attivista statunitense-israeliana per la pace, per i diritti umani e per i diritti gay. Nel 1969 immigrò in Israele  dove guidò il movimento femminista negli anni '70 e fu membro della Knesset dal 1974 al 1977.

## Biografia
Nata da una famiglia ebrea a Newark, nel New Jersey, il 17 maggio 1938, Freedman si diplomò al Bennington College e si laureò alla New York University.  Fu attiva nel movimento americano per i diritti civili tra il 1960 e il 1967. Nel 1969 emigrò in Israele e presto fu coinvolta nell'attivismo e nella politica. Diventò famosa per il suo desiderio di modificare le leggi sull'aborto e sensibilizzare il movimento per i diritti civili.
Nel 1973, il movimento femminista decise di sostenere il Ratz (il Movimento per i diritti civili) di Shulamit Aloni, e Freedman ebbe il terzo posto nella lista Ratz. Ottenne l'attenzione di Shulamit Aloni grazie alla sua passione, impegno ed entusiasmo per il movimento. Il partito vinse tre seggi nelle elezioni legislative israeliane del 1973 e Freedman divenne membro della Knesset. Ratz si fuse presto con Ya'ad - Movimento per i diritti civili, ma Freedman e Aryeh Eliav si separarono per formare la fazione socialdemocratica (in seguito ribattezzata Fazione socialista indipendente). Freedman prestò servizio alla Knesset dal 1974 al 1977. Diventò una forte sostenitrice dei movimenti per i diritti dei gay perché si dichiarò lesbica pur avendo una figlia. Sua figlia iniziò a isolarsi da lei.
Prima delle elezioni del 1977, Freedman formò il Partito delle Donne,  anche se non si candidò. Il partito non riuscì a superare la soglia elettorale dell'1%, sebbene avesse il sostegno pubblico per le questioni femminili. Mentre era membro della Knesset, Freedman fu molto chiara sulle questioni delle donne e portò all'attenzione del pubblico temi che non erano mai stati discussi pubblicamente in Israele, tra cui la violenza domestica, il cancro al seno, lo stupro, l'incesto e la prostituzione adolescenziale. Inoltre, Freedman fu sempre più coinvolta nella discussione sulla pace con i palestinesi. Tuttavia, in una sua intervista del 2015 all'American Jewish Peace Archive, affermò di "essere stata coinvolta in quelle che definirei questioni di politica estera perché ero membro della Knesset, e questo è stato del tutto accidentale e non pianificato" (circa il suo coinvolgimento nel conflitto palestinese). Freedman fu una dei primi sostenitori della creazione di uno stato indipendente palestinese. Venne coinvolta nelle comunicazioni con l'Organizzazione per la Liberazione della Palestina e sostenne la soluzione dei due Stati.
Freedman contribuì a creare una rete di difesa e sostegno per le donne in Israele. Fu cofondatrice, insieme a Barbara Swersky e altri, del primo rifugio israeliano per donne maltrattate, fondato nel 1977 ad Haifa. Freedman lasciò Israele e ritornò negli Stati Uniti nel 1981. Più di quindici anni dopo ritornò in Israele dove visse dal 1997 al 2002 e fondò la Community of Learning Women, che forniva istruzione negli studi sulle donne e nell'alfabetizzazione informatica.
Freedman scrisse un articolo intitolato "Editoria femminista in Israele" per la Women's Studies Newsletter nel 1980. Parlò in diverse librerie e con i sei editori che pubblicavano opere femministe. Parlò anche di quanto pochi libri sul femminismo fossero stati scritti originariamente in ebraico e degli sforzi minimi necessari per pubblicare scritti femministi.
Freedman scrisse un libro di memorie intitolato Exile in the Promised Land, dedicato a suo padre "il cui esempio - chiarì nella dedica - ho ampiamente seguito". Fu anche autrice di numerosi articoli e recensioni.
Freedman fu il presidente-fondatore di Brit Tzedek v'Shalom, un'organizzazione pro-Israele e pro-pace che si fuse in J Street nel 2010. Fu anche presidente del San Francisco Jewish Film Festival.
Freedman morì il 21 settembre 2021, all'età di 83 anni.  Nel 2021, rimane l'unica donna apertamente lesbica ad aver prestato servizio alla Knesset.

## Vita privata
Era sposata con Bill Freedman dal 1961 e aveva una figlia.